# Катерининська церква (Маріуполь)

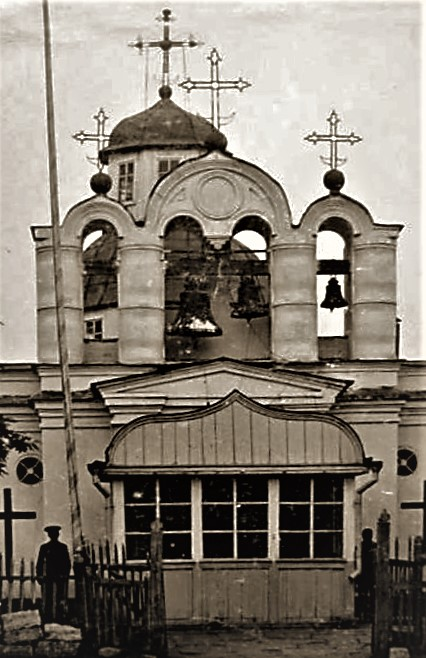
Вигляд спереду

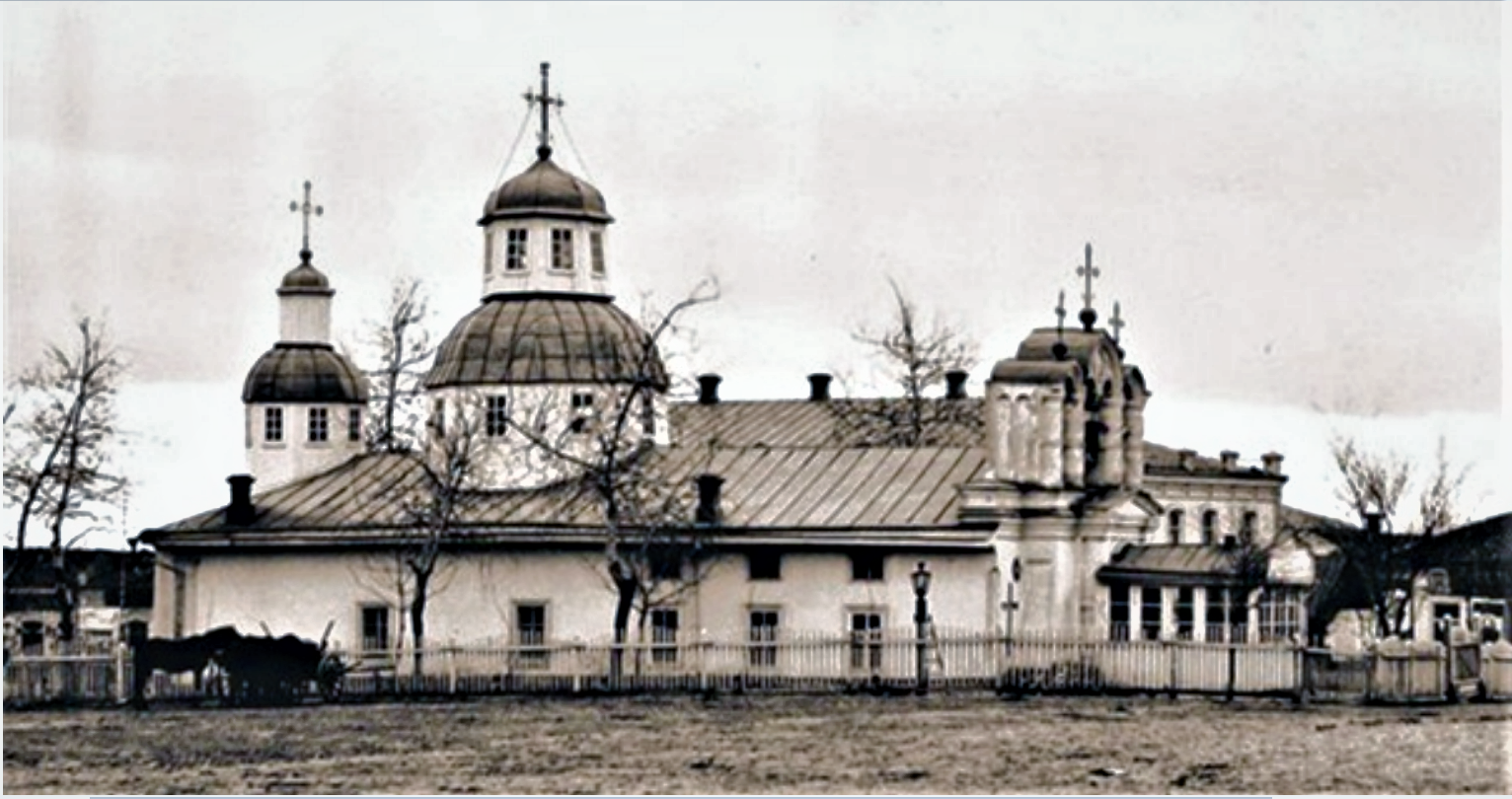
Вид збоку

Церква Святої Катерини Олександрійської (наукова транслітерація Cerkva' Kateryny Aleksandrijskoi, також Грецька церква або Катеринська церква) була побудована у місті Маріуполь в 1780—1782 роках спочатку як собор Святого Хараламбія. Церква була пізніше переосвячена та зруйнована в 1930-х роках.

## Історія
Митрополит Ігнатій прибув із Криму у місто, яке на той момент населяли численні греки. Вони ж осіли на Кальміусі й заснували місто Маріуполь. У 1780-х роках в місті Маріуполь звели кілька нових церков. Одним із найважливіших був на той момент собор святого Хараламбія (пізніше Грецька церква або Катеринська церква), який знаходився на місці ринку в Маріуполі, а також місці поховання митрополита Ігнатія у 1786 році.
Церква була побудована всього за два роки і була завершена вже у 1782 році. Невдовзі вона стала замалою для громади, що швидко зростала. У другій чверті 19 ст. поруч із цією церквою був побудований новий собор Святого Хараламбоса, так що стара церква спочатку була занедбаною і занепала. Більшість інвентарю, включно з іконами, було передано до нового собору. Вважається, що старий собор був зведений на фундаменті його попередника — церкви Святого Миколая Запорозьких козаків, оскільки тут відбувалися перші богослужіння грецької громади, а в новому храмі приймав Святого Миколая. завдяки своїй популярності знову відіграв центральну роль у спільноті, присвятивши йому ліву сторону.
На могилі Ігнатія до 1868 року перебувала Ікона святого Георгія. Пізніше ікону перенесли до нового собору й замінили на старому соборі табличкою з написом, що вшановує досягнення Ігнатія: «Тут спочиває добропам'ятний святий Ігнатій, 24-й митрополит Гофейський і Кефайський, охоронець Константинопольського Патріархату в Криму. . Він вивів звідти греків у 1777 році і поселив їх у районі Маріуполя. Там він випросив для неї привілейовану грамоту, помер 16 лютого 1786 р. і зберігається донині». У тому ж 1868 році попередня будівля була реконструйована та переосвячена як церква Св. Катерини (Катерини Олександрійської). Її також називали «Грецькою церквою», бо літургія у свята ще впродовж довгого часу відправлялася грецькою мовою. Церква підпорядковувалась собору.
Радянський Союз закрив церкву після громадянської війни в Росії та класифікував її як непримітну будівлю в 1930-х роках, саме через це її зрештою знесли — як і всі церкви міста Маріуполя.